# 1924-es magyar vívóbajnokság
Az 1924-es magyar vívóbajnokság a huszadik magyar bajnokság volt. A bajnokságot május 25-én (tőr), illetve június 13. és 15. között (kard) rendezték meg Budapesten, a Vigadóban.

## Eredmények
| Versenyszám     | Arany                         | Arany | Ezüst                       | Ezüst | Bronz                  | Bronz |
| --------------- | ----------------------------- | ----- | --------------------------- | ----- | ---------------------- | ----- |
| Férfi tőrvívás  | Schenker Zoltán Wesselényi VC |       | dr. Tóth Péter MAC          |       | Hajdu János Nemzeti VC |       |
| Férfi kardvívás | dr. Pósta Sándor MAFC         |       | vitéz Terstyánszky Ödön MAC |       | Berti László MAC       |       |